# 中华人民共和国英雄烈士保护法
《中华人民共和国英雄烈士保护法》（简称《英烈保护法》）是中华人民共和国的一部旨在保护烈士名誉的法律。该法律于2018年4月27日在十三届全国人大常委会第二次会议通过，同年5月1日起施行。

## 立法背景
烈士，是一种对为正义事业牺牲生命或舍身取义者的荣誉称号。在明朝，大明律就規定不允許戲子扮演忠臣烈士，違法者要被處罰。在中华人民共和国，烈士旧称“革命烈士”，指的是“在革命斗争、保卫祖国和社会主义现代化建设事业中壮烈牺牲”的中国公民（包括中国人民解放军），另外根据1950年中央人民政府内务部公布的《关于革命烈士的几点解释》，中华人民共和国成立以前，因反清、反对北洋军阀政府、反对国民党政府和抗日而阵亡、被当局处决或狱中逝世者也被视为“革命烈士”。2011年，《烈士褒扬条例》公布施行，“革命烈士”改称“烈士”。
在《英雄烈士保护法》制订之前，中国政府就已经制订了《烈士褒扬条例》、《军人抚恤优待条例》等政府条例。关于立法初衷，中国共产党认为，一些人以“学术自由”“还原历史”“探究细节”为名，歪曲中国近现代历史，丑化、诋毁、贬损、质疑英雄烈士。2018年全国两会期间，有251人次全国人大代表、全国政协委员和一些群众来信提出，建议通过立法加强英雄烈士保护。另外，一些“精日”人士公开发表美化日本军国主义、贬损中华民族的言论，甚至有人公然在抗日战争遗迹穿着旧日本军军装并拍照上网，引发舆论挞伐，中国外交部部长王毅于2018年全国两会期间，在梅地亚中心记者会场离開时，就有记者对“精日”方面提问回应时表示“精日”分子是“中国人的败类”。对此，中国立法机关认为有必要制订法律保护烈士名誉、打击“否定历史”的行为。

## 立法历程
2016年3月，“狼牙山五壮士”的后人及其他相关人员联名致信全国人大，呼吁尽快制定《国家英烈名誉保护法》，并在现行相关法律中增设相应条款。
2017年3月15日，第十二届全国人民代表大会第五次会议通过了《中华人民共和国民法总则》，其中第一百八十五条明确规定“侵害英雄烈士等的姓名、肖像、名誉、荣誉，损害社会公共利益的，应当承担民事责任”。
2017年，全国人民代表大会常务委员会法制工作委员会正式启动英雄烈士保护立法工作，同年4月，中共中央总书记习近平对此作出重要批示。
2017年12月22日，第十二届全国人大常委会第三十一次会议审议了全国人大常委会委员长会议关于提请审议《中华人民共和国英雄烈士保护法（草案）》的议案，全国人大常委会法工委副主任许安标向会议作了说明。
2018年4月25日，《中华人民共和国英雄烈士保护法（草案）》提交第十三届全国人大常委会第二次会议审议。该草案提出将增加相应条款，以打击“精日分子”。此前，在2018年两会期间，贺云翱、张凯丽、郑晓龙、张光北、冯远征、成龙、吕章申、范迪安、吕逸涛等38位来自各文艺界领域的全国政协委员联合递交了一份关于“制定保护国格与民族尊严专门法”的提案，对“精日”分子的行为纳入刑法处罚的范畴。
2018年4月27日，第十三届全国人大常委会第二次会议全票表决通过《中华人民共和国英雄烈士保护法》，并由中华人民共和国主席习近平签署第5号《主席令》颁布本法。

## 主要内容

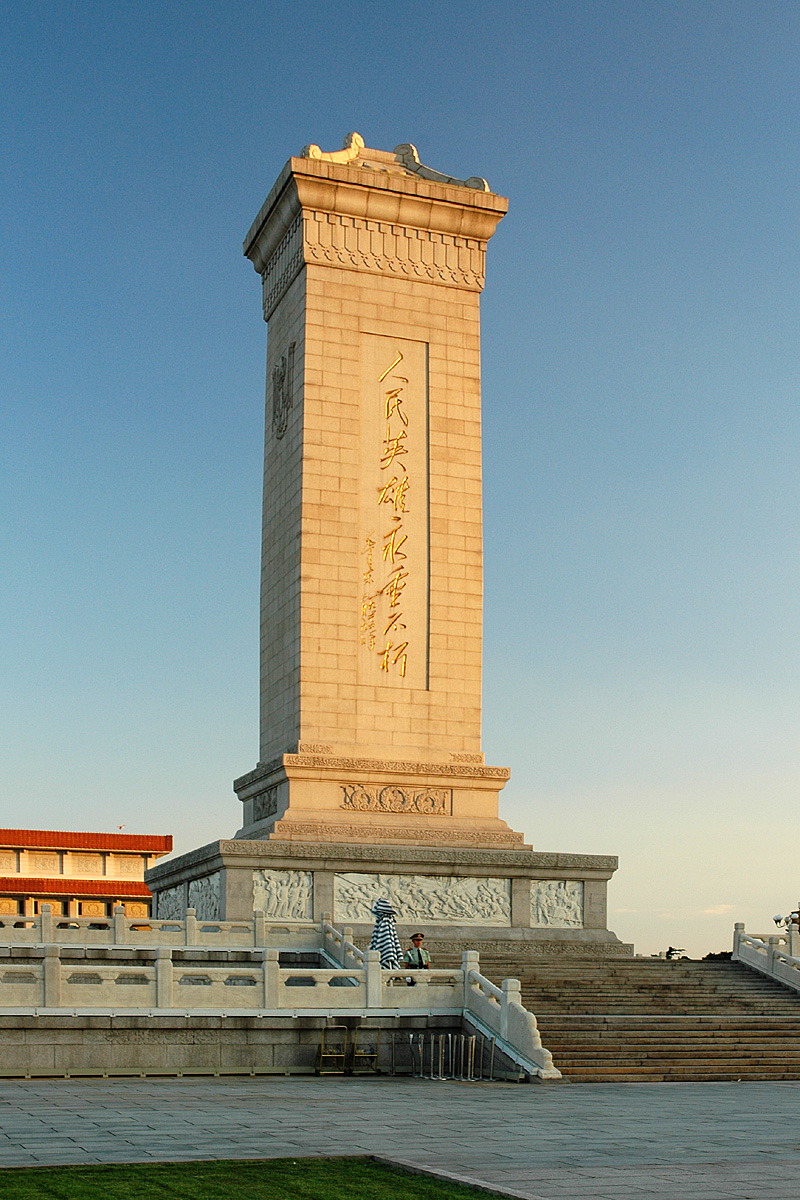
天安门广场上的人民英雄纪念碑，《英雄烈士保护法》明确规定其为纪念、缅怀英雄烈士的永久性纪念设施。

《中华人民共和国英雄烈士保护法》共30条，主要内容有：
- 国家及各级政府有义务保护英雄烈士，对英雄烈士予以褒扬、纪念，维护英雄烈士尊严和合法权益。全社会都应当崇尚、学习、捍卫英雄烈士。（第二条）
- 各级人民政府及军队应当加强对英雄烈士的保护，将宣传、弘扬英雄烈士事迹和精神作为社会主义精神文明建设的重要内容。（第四条）
- 每年9月30日为烈士纪念日，国家及县级以上地方人民政府、军队有关部门应当在烈士纪念日举行纪念活动。在清明节和重要纪念日，机关、团体、乡村、社区、学校、企业事业单位和军队有关单位根据实际情况，组织开展英雄烈士纪念活动。（第五条）
- 天安门广场的人民英雄纪念碑是纪念、缅怀英雄烈士的永久性纪念设施，包括纪念碑本体及其名称、碑题、碑文、浮雕、图形、标志等受法律保护。（第七条）
- 国家建立健全英雄烈士祭扫制度和礼仪规范，引导公民庄严有序地开展祭扫活动。英雄烈士在国外安葬的，中国驻外使领馆应当结合驻在国实际情况组织开展祭扫活动。（第十四条）
- 禁止歪曲、丑化、亵渎、否定英雄烈士事迹和精神；禁止将烈士肖像及姓名用于商业宣传。英雄烈士的姓名、肖像、名誉、荣誉受法律保护。（第二十二条）
- 对侵害烈士权利者，烈属可提起诉讼；英雄烈士没有近亲属或者近亲属不提起诉讼的，由检察机关提起公益诉讼。（第二十五条）
- 亵渎、否定英雄烈士事迹和精神，宣扬、美化侵略战争和侵略行为，寻衅滋事，扰乱公共秩序，构成违反治安管理行为的，由公安机关依法给予治安管理处罚；构成犯罪的，依法追究刑事责任。（第二十七条）

## 案例
- 2018年5月12日，江苏淮安一名王姓网友在微信群中发布污蔑牺牲的消防员谢勇的言论。5月13日，王某被公安机关行政拘留。其后在5月14日，曾姓网友在微信群里发表评论，污蔑谢勇，并在他人提醒王某已被处理，对他进行劝阻时还表示“拘留算什么，坐牢我都不怕”，后于5月15日被刑事拘留。淮安市人民检察院对上述线索进行立案审查，收集相关证据，并履行民事公益诉讼诉前程序。5月21日，经江苏省人民检察院批准，淮安市人民检察院向淮安市中级人民法院提起民事公益诉讼，这成为《中华人民共和国英雄烈士保护法》实施以来，首例由检察机关提起的民事公益诉讼案件[21]。
- 2018年，中国大陆的暴走漫画在今日头条等平台发布的一段短视频（截取自2014年首发的《暴走大事件》第三季第15集），因改编英雄故事以讽刺植入广告泛滥，被当局指控是“侮辱英烈”并被下架，事后暴走漫画被无限期关闭[22][23][24][25]。2018年6月6日，抖音在搜狗投放的竞价排名广告“邱少云被火烧的笑话”，被认为违反了《英雄烈士保护法》等法律，相关人员被撤职。[26][27][28]
- 2019年四川凉山木里森林火灾，有多名网民被指“侮辱牺牲救火英雄”，而被警方拘捕，其中有人被以寻衅滋事罪刑事拘留[29][30]。
- 2020年10月27日，70岁的中越战争老兵李绍武在清晨锻炼时，被与他素不相识，且醉醺醺的22岁保安秦广水要求借手机无果后被殴打在地，用脚暴力踩踏李绍武头部和颈部多达十七次。2021年3月8日，李绍武因伤势过重抢救无效去世。秦广水承认了自己殴打老人一事，但他也提出了自己的观点。他认为自己当时处于醉酒状态，意识模糊且没有自控能力；然而在审判过程中，法院不认可秦广水“自己无意识”的说法。法院认为秦广水虽然大量饮酒，但并没有丧失自己的意识和自控能力。且李绍武的死因是原发性暴力损伤导致颅脑损伤，引发多器官功能衰竭而死亡，与自身的基础疾病没有任何关联，且秦广水作案时刚刑满释放没过多久，这对社会影响极大，应当从重处理。2021年12月2日，法院判处秦广水死刑，立即执行。[31][32]
- 2021年2月19日，在中国官方公布2020年中印边境冲突的中方军人死伤信息后，前《经济观察报》記者仇子明在新浪微博上認為中方隱瞞真實死亡數字並諷刺最大級別的團長存活而下屬陣亡，被新浪微博封號，其本人也被南京公安机关逮捕并认罪[33]。
- 2021年4月1日，一名63歲男子被指在微信群聊中辱骂中华人民共和国烈士王伟和其遗孀，而被北京西城公安分局刑事拘留[34]。
- 2021年5月22日，天津市一名38岁男子被举报在微信朋友圈中侮辱袁隆平，被天津市警方“采取刑事强制措施”[35]。
- 2021年10月6日，新京报原深度报道主编罗昌平在个人微博质疑抗美援朝战争的正义性，讽刺长津湖战役中的冰雕连根本就是“沙雕连”，被海南警方刑事拘留，海南检察机关同时提起公益诉讼[36]。次年5月5日，三亚市城郊人民法院对罗昌平侵害英雄烈士名誉、荣誉暨刑事附带民事公益诉讼一案依法公开宣判，判处罗昌平有期徒刑7个月并承担在新浪网、《法治日报》和《解放军报》上公开赔礼道歉等民事责任[37]
- 2021年10月9日，一位网民被南昌市公安局以「發表侮辱抗美援朝志愿军的言论」為由行政拘留十天。该网民曾在新浪微博上表示“寒战最大的成功就是蛋炒饭，感谢蛋炒饭”。[38]
- 2021年10月12日，北京市东城区人民法院判處一名许姓女子有期徒刑7个月，并要求其在判决生效10日内在中華人民共和國主要门户网站及全国性媒体道歉。許姓女子於2021年3月24日在新浪微博上表示「一个不能上街游行的国家，养了一堆窝家互联网暴民，有跟董存瑞似的彩妆gay，也有Jack the Ripper似的普信男，一天天的，就是折腾……」，隨後遭人舉報。3月26日，該女子被拘留[39]。
- 2021年10月12日，杀毒软件金山毒霸推送了一则题为《阴险小人被当成英雄写进课本》的消息，配图误用了描绘中国人民志愿军烈士邱少云的图片（原文与邱少云无关），而当天恰好是邱少云阵亡69周年的日子，引发质疑。当天金山毒霸公开道歉，表示因第三方审核不严导致错误发生，已撤下相关文稿。[40]10月15日，北京市网信办针对金山毒霸弹窗推送诋毁邱少云的内容问题，约谈金山毒霸开发者“北京猎豹网络科技有限公司”负责人，要求停止违法行为，暂停弹窗信息推送功能30日，全面深入整改。北京市网信办依据《中华人民共和国英雄烈士保护法》、《中华人民共和国网络安全法》行政立案处罚金山毒霸的“违法行为”[41]。
- 2024年2月，在微博拥有20萬粉絲的「說真話的毛星火」向法院起訴諾貝爾文學獎作家莫言，指控莫言的小說小說《紅高粱家族》和《豐乳肥臀》涉「美化侵略戰爭」、「貶低中國人民」及抹黑抗日歷史等，違反《英烈保護法》，要求莫言向全國人民道歉，賠償全體國人名譽損失費15億元，並請求法院判決「封殺莫言」，禁止市場再出版莫言書籍等，同時還倡議用「上街散步」、暴力手段懲罰莫言[42]。

另外，依该法律而被查处的美化、否定侵略战争的行为（包括但不限于“精日”）也屡见报道。如浙江杭州有“军迷”因在烈士墓园穿着含有纳粹标志的军装并拍照发布至网上，被当地警方刑事拘留，最后被当地法院判令其公开道歉。

## 爭議
中国官方媒体对《英雄烈士保护法》制订普遍持积极态度，如新华社的评论称，《英雄烈士保护法》“惩治亵渎英烈的行为、明确保护英烈的责任主体、强化英烈事迹和精神宣传教育……保护英雄烈士的法律体系日益完善，必将推动形成捍卫英烈、学习英烈的良好社会氛围，让英烈精神融入国家血脉和民族灵魂”；央视网评论称《英雄烈士保护法》的制订“意味着英雄烈士的尊严和合法权益有了专门的法律保障”。不同意见如香港《苹果日报》援引不具名的网民评论，指出“英雄烈士”无从定义，甚至有人称“如果是作假的英烈怎么办”。
2018年5月頒布後不久的5月14日就發生首起消防員谢勇案与之後暴走漫画案，中国社会科学院研究生院教授、博士生导师于沛認為，任何強大的文明都要有強大的英雄文化和人物典型，成為眾人仿效的標竿與集體榮譽感的來源，有些人透過操弄事蹟細節最後上升成質疑再披個多元觀點外衣，其實內心深處目的根本路人皆知，也不必再多所辯論。中国人民大学法学院教授吕景胜表示，酸民現象在於以往違法成本是零，且認定已經過世的歷史人物無法復活對他提起名譽訴訟，但此後這類公益公诉案的出現將改變這一前提。
中国劳工论坛评论指出，该法是为当局打压言论自由提供更大的权力，当局需要进一步严厉管控新闻和舆论，而暴走漫画这类以调侃的形式评论时事的媒体，就可依法成为打击目标。曾時行在立场新闻评论称，該法反映了當局收緊文化宗教學術討論的風氣，一切關及中共正朔、領袖英雄形象的史事論述，都不得偏離官方主旋律，意見認為中國再難以像八十年代或者千禧起始數年般，興起以科學態度修正史學觀點、甚至挑戰官方主流史觀的風氣。